# ヌオーヴォ・トラスポルト・ヴィアッジャトーリ

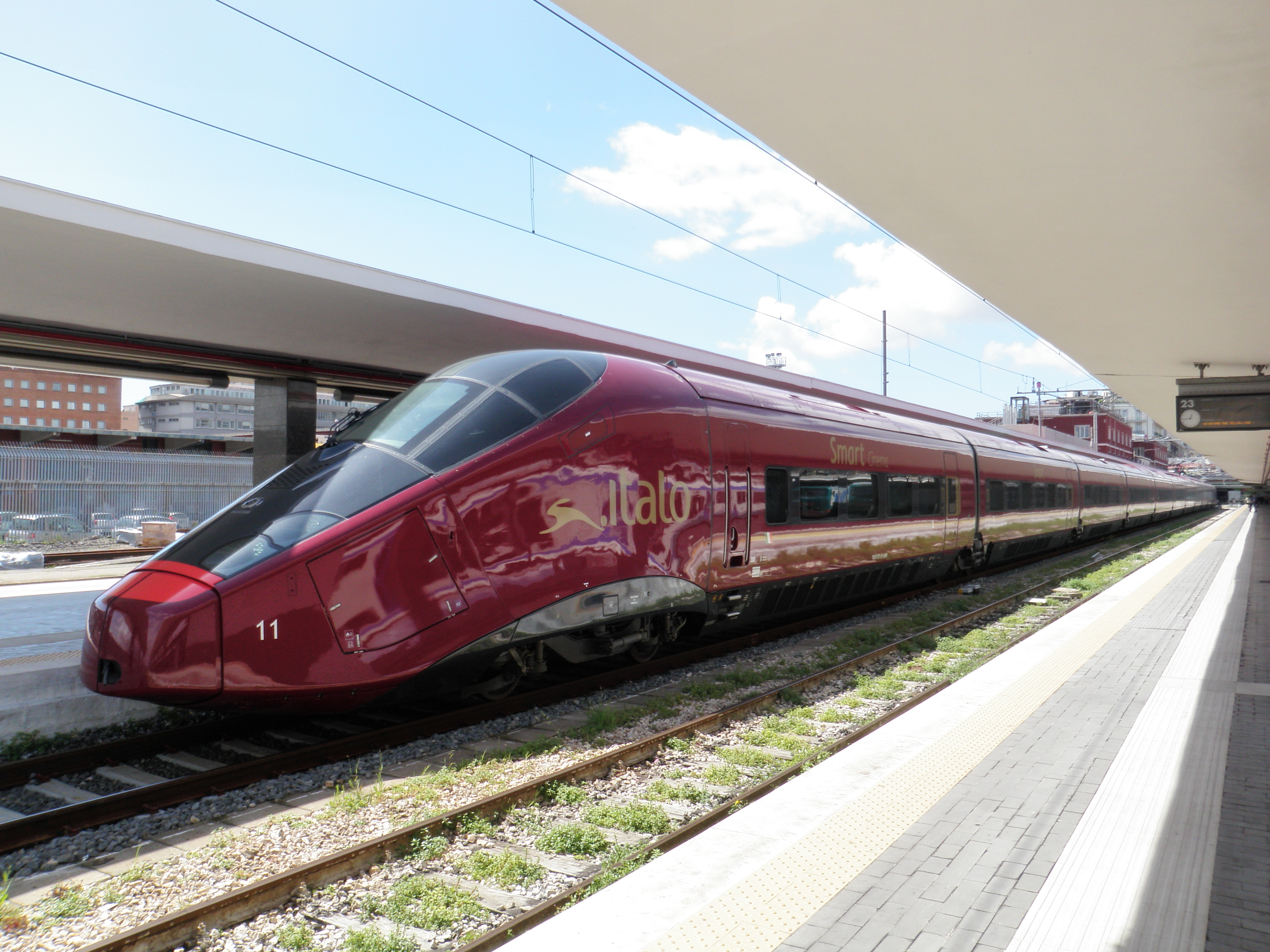
ItaloとよばれるETR575

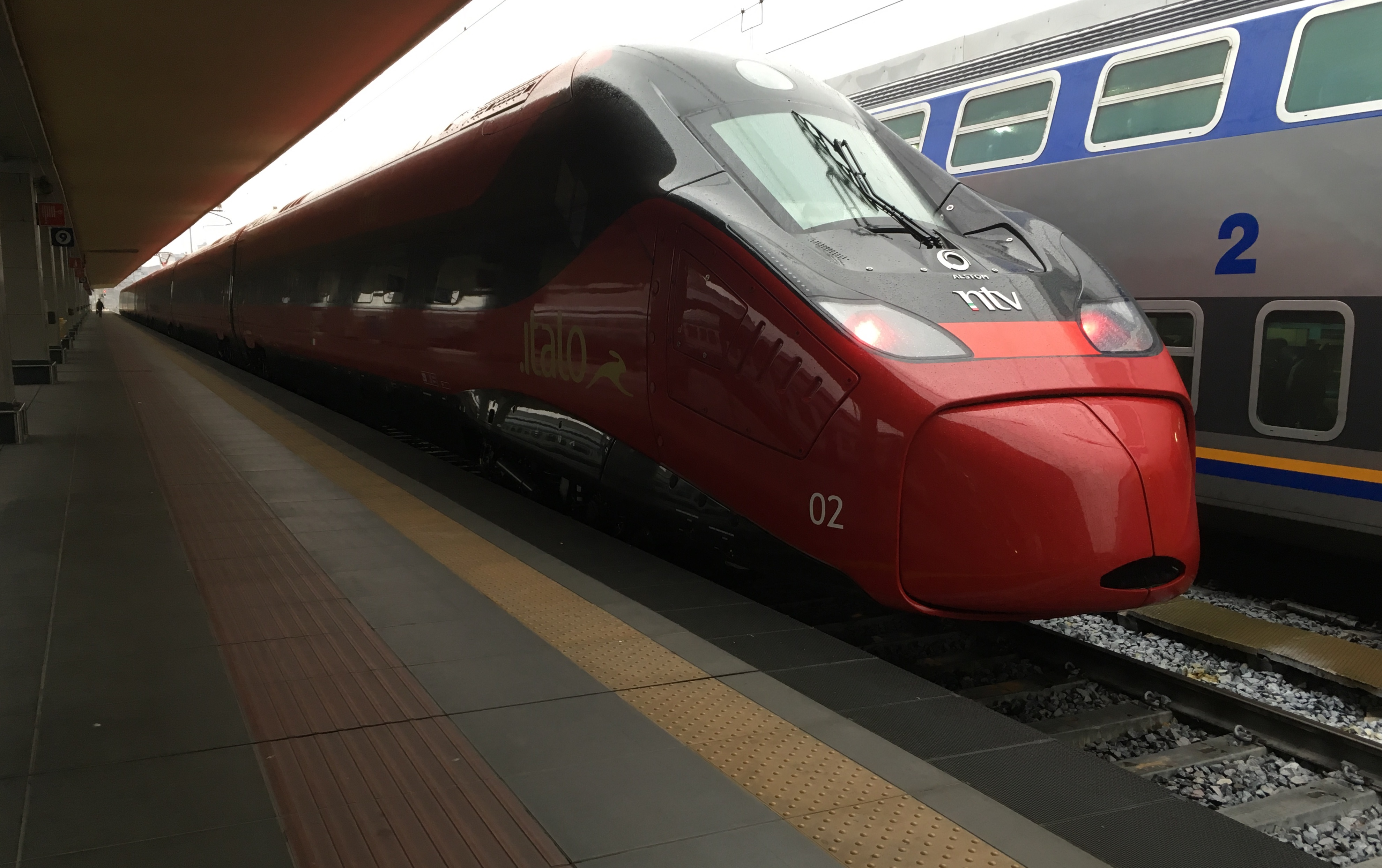
2017年より運行を開始したETR675

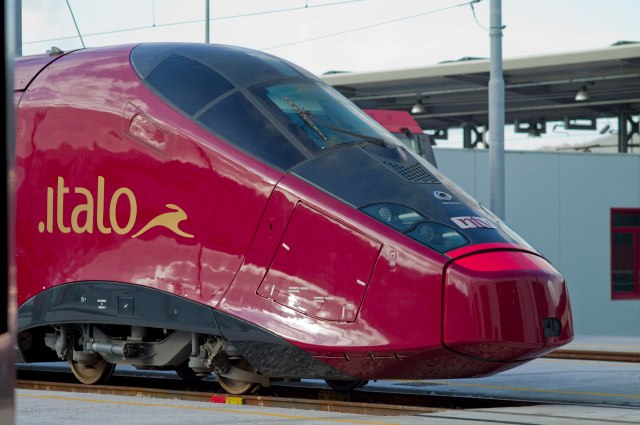
Italoのマークが入るETR575の先頭部

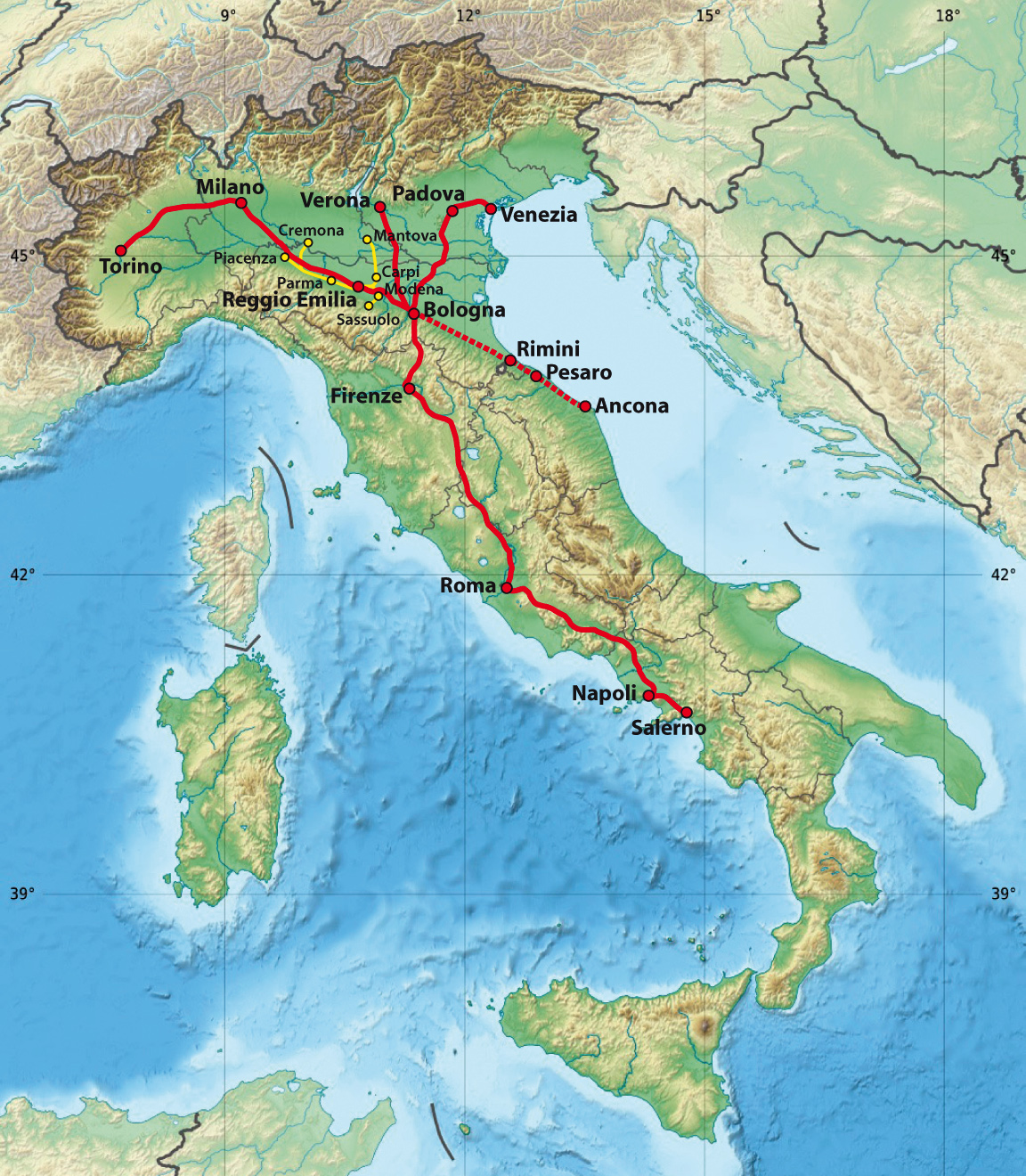
路線図

ヌオーヴォ・トラスポルト・ヴィアッジャトーリ (Nuovo Trasporto Viaggiatori, NTV) はイタリアの鉄道事業者である。社名は「新旅客輸送」（英語ではNew Passengers Transport）を意味する。
イタリアの高速新線TAVで高速列車を運行することを目的に、2006年12月、フィアットの会長ルカ・コルデーロ・ディ・モンテゼーモロ、トッズのディエゴ・デッラ・ヴァッレ社長などの実業家が共同出資し設立された。これには欧州連合 (EU) 域内の国際旅客鉄道輸送自由化が背景にある。
2012年4月28日に開業し、「イタリアの」という意味のイタロ (Italo) のブランド名で運行されている。年間輸送人員は2015年時点で1000万人/330億人キロを目標としている。

## 車両

### ETR575
仏アルストム製のAGVである。11両（最大14両）編成で、最高時速360 km/h、旅客定員は460名。
車体は赤色（フェラーリと同じ色）に塗装されている。車内のデザインはイタルデザイン・ジウジアーロによる。

### ETR675
2017年に新型のETR675が運行開始。アルストムのペンドリーノ系列の1機種であるが車体傾斜装置は非搭載。こちらは7両編成で250 km/h運転。

## 運行区間
現在の運行区間は以下の通り。
2013年10月より
- トリノ・ポルタ・スーザ駅 - ミラノ中央駅 - ミラノ・ポルタ・ガリバルディ駅 - ミラノ・ロゴレード駅 -（レッジョ・エミーラ）- ボローニャ中央駅 - フィレンツェ・サンタ・マリア・ノヴェッラ駅 - ローマ・オスティエンセ駅 - ローマ・ティブルティーナ駅 - ローマ・テルミニ駅 - ナポリ中央駅 - サレルノ駅
- ローマ - フィレンツェ - ボローニャ - パドヴァ駅 - ヴェネツィア・メストレ駅 - ヴェネツィア・サンタ・ルチーア駅

2018年8月より
- ヴェネツィア・サンタ・ルチーア駅 - ミラノ中央駅 - トリノ・ポルタ・スーザ駅

2019年3月より
- ベルガモ - ブレシア - ヴェローナ・ポルタ・ヌオーヴァ駅 - ボローニャ - フィレンツェ - ローマ・テルミニ駅 - ナポリ中央駅

| 予定区間 | 予定所要時間      |
| ミラノ・ポルタ・ガリバルディ駅またはミラノ・ロゴレード駅 -（フィレンツェ - ボローニャ）- ローマ・ティブルティーナ駅またはローマ・オスティエンセ駅                                                      | 2:57 h (non-stop) |
| ミラノ・ポルタ・ガリバルディ駅またはミラノ・ロゴレード駅 - フィレンツェ・サンタ・マリア・ノヴェッラ駅 - ボローニャ中央駅 - ローマ・ティブルティーナ駅またはローマ・オスティエンセ駅                    | 3:30 h            |
| トリノ・ポルタ・スーザ駅 - ミラノ・ポルタ・ガリバルディ駅またはミラノ・ロゴレード駅 | 0:47 h            |
| トリノ・ポルタ・スーザ駅 - ミラノ・ポルタ・ガリバルディ駅 - ボローニャ中央駅 - リミニ駅 - アンコナ駅                                                                                                   | 4:02 h            |
| ミラノ・ポルタ・ガリバルディ駅またはミラノ・ロゴレード駅 - ボローニャ中央駅 | 1:05 h            |
| ボローニャ中央駅 - フィレンツェ・サンタ・マリア・ノヴェッラ駅 | 0:37 h            |
| フィレンツェ・サンタ・マリア・ノヴェッラ駅 - ローマ・ティブルティーナ駅またはローマ・オスティエンセ駅                                                                                                  | 1:29 h            |
| ヴェネツィア・サンタ・ルチーア駅またはヴェネツィア・メストレ駅 - パドヴァ駅 - ボローニャ中央駅 - フィレンツェ・サンタ・マリア・ノヴェッラ駅 - ローマ・ティブルティーナ駅またはローマ・オスティエンセ駅 | 3:43 h            |
| ローマ・ティブルティーナ駅またはローマ・オスティエンセ駅 - ナポリ中央駅 | 1:10 h            |
| ナポリ中央駅 - サレルノ駅 | 0:29 h            |

## クラス
- クルブ（ファーストクラス） - 1号車
- プリマ（ビジネスクラス） - 2から5号車
- スマート（エコノミークラス） - 6から11号車

## 料金設定
- クルブ - Base
- プリマ - Economy、Base
- スマート（エコノミー） - Low Cost、Economy、Base